# 브리티시컬럼비아주의 기

브리티시컬럼비아 주의 기

브리티시컬럼비아 주 총독의 기

브리티시컬럼비아 주의 기는 브리티시컬럼비아주의 깃발이다. 상단부에는 중앙에 노란색 왕관 문양이 있는 유니언 잭이 있으며, 하단부에는 하얀색과 파란색 물결 모양에 노란색 태양이 떠오르는 형상이 그려진 형태의 기이다. 이 깃발은 1960년에 만들어졌습니다.